# Stenomacrus cubiceps
Stenomacrus cubiceps là một loài tò vò trong họ Ichneumonidae.